# Eleanor Marx Aveling
Jenny Julia Eleanor Marx, tudi Eleanor Aveling in ljubkovalno Tussy, britanska socialistična aktivistka, * 16. januar 1855, London, Združeno kraljestvo, † 31. marec 1898, London, Združeno Kraljestvo.  
Poznana je kot hči Karla Marxa, urednica in prevajalka nekaterih njegovih del. Poleg socialnega in sindikalnega aktivizma je prevedla še nekaj del Henrika Ibsna iz norveščine.

## Zgodnja leta
Eleanor Marx je bila rojena v Londonu, 16. Januarja 1855 kot šesti otrok oz. četrta hči Marxa in njegove žene Jenny von Westphalen. V družini so jo klicali Tussy. Že od otroštva je kazala zanimanje za politiko, pisala je celo pisma politikom. Pripovedovanje njenega očeta je navdihnilo njeno zanimanje za literaturo in že pri rosnih treh letih je znala recitirati odlomke del Williama Shakespeara. To se je v njenih najstniških letih razvilo v ti. družinsko salonski Dogberry Club – družinsko recitiranje del Shakespeara, kateremu so se pridružili Colletovi in oče Marx. 
Medtem ko je Karl Marx pisal svojo glavno delo Kapital, se je v njegovem kabinetu igrala Eleanor. Marx si je zanjo izmislil zgodbo o nekemu antagonistu Hansu Röckleju. Eleanor je kasneje priznala, da je bila to ena izmed njenih najljubših zgodb v otroštvu. Zgodba je bila zanjo pomembna, ker ji je skozi alegorijo podala nauk Marxove kritike politične ekonomije, o kateri je pisal v Kapitalu. Pozneje je bila Eleanor tudi vključena v prevajanje in urejanje Kapitala. Uredila je tudi Marxova dela Mezda, cena in profit ter Mezdno delo in kapital. Rachel Holmes, biografinja Eleanor Marx, piše: "Tussyjeva povezanost v otroštvu z (Marxom): medtem ko je napisal prvo del Kapitala, ji je podal temeljito osnovo o britanski gospodarski, politični in družbeni zgodovini. Tussy in Kapital sta zrasla skupaj." 

## Politični in sindikalni aktivizem
Pri šestnajstih letih je Eleanor postala tajnica pri svojem očeta in ga spremljala na socialističnih konferencah po svetu. Leto dni kasneje se je zaljubila v Lissagaraya, novinarja in člana Pariške komune, ki je po zatrtju Komune pobegnil v London. Čeprav se je politično strinjal z njim, oče zveze ni podpiral, zaradi velike starostne razlike – Lissagaray je bil namreč star 34. Eleanor se je preselila v Brighton, kjer je delala kot učiteljica. 
Leto kasneje je pomagala Lissagarayu napisati Zgodovino pariške komune 1871 in jo prevesti v angleščino. Čeprav je bila knjiga Marxu všeč, zveze še vedno ni odobraval, premislil si je šele leta 1880 in podprl poroko. Takrat pa je imela pomisleke Eleanor sama in je zvezo leta 1882 dokončno razdrla.
Na začetku 1880-ih je morala skrbeti za družino. Njena mati je umrla decembra 1881, starejša sestra Jenny Longuet januarja 1883 zaradi raka, oče pa marca 1883. Pred smrtjo ji je dal nalogo, naj poskrbi za objavo njegovih nedokončanih del in za angleški prevod Kapitala. 
Leta 1884 se je Eleanor pridružila Socialdemokratski zvezi, kjer je bila izvoljena za predsednico stranke. Tu je srečala Edwarda Avelinga, s katerim je preživela preostanek življenja. V istem letu jo je razdružitev organizacije pripeljala do tega, da jo je zapustila in ustanovila Socialistično ligo. Razdružitev je bila posledica dveh glavnih vzrokov: Hyndman je bil obtožen diktatorskega vodenja SDF in nesoglasja glede internacionalizma. Marxova in drugi so Hydmana obtožili nacionalističnih teženj. Na primer, nasprotoval je Marxovi ideji o pošiljanju delegatov Francoski delavski stranki, predlog pa je oklical za "družinski manever", saj sta bila Eleanorina sestra Laura in njen mož Paul Lafargue člana te stranke. Tako sta Marx in Aveling postala ustanovitelja Socialistične lige, katere najpomembnejši član je bil William Morris. 
Eleanor je pogosto pisala kolumno Zapis revolucionarnega mednarodnega gibanja za mesečni časopis Socialistične lige, Commonweal. V 1884 je spoznala Clementino Black, slikarko in sindikalistko, in se vključila v Žensko sindikalno ligo. Podprla je številne stavke, vključno stavke delavk v tovarni vžigalic Bryant & May v 1888 in stavko v londonskih dokih leta 1889. Govorila je stavkajočim v Slivertownu na odprtem zborovanju novembra 1889 skupaj z njenima prijateljicama Edith Ellis in Honor Brooke. Pomagala je organizirati Sindikat plinarjev in napisala številne knjige in članke.  Leta 1885 je pomagala organizirati Mednarodni socialistični kongres v Parizu.  Naslednje leto je skupaj z Avelingom in nemškim socialistom Wilhelmom Liebknechtom potovala po Združenih državah Amerike, kjer so zbirali denar za socialdemokratsko stranko Nemčije.
Do poznih osemdesetih let je bila Socialistična liga globoko razdeljena na tiste, ki so 1) zagovarjali politično akcijo, in 2) nasprotnike, ki so bili pa sami razdeljeni med tiste, kot na primer William Morris, ki so menili, da parlamentarne kampanje predstavljajo neizogibne kompromise ter korupcije in 3) anarhistično krilo, ki je že v principu nasprotovalo volilni politiki. Marx in Aveling sta se kot trdna zagovornika načela udeležbe v političnih kampanjah znašla v neudobni manjšini v stranki. Na četrti letni konferenci Socialistične lige podružnice Bloomsbury so predlagali, da bi sklicali srečanje vseh socialističnih organov, kjer bi razpravljali o ustanovitvi združene organizacije. Predlog so zavrnili z veliko večino. Poleg tega je Socialistična liga ob tej priložnosti odslovila 80 članov podružnice Bloomsbury, ker naj bi skupina skupaj s SDF postavila kandidate proti politiki stranke. Podružnica Bloomsbury je tako izstopil iz Socialistične lige za nov, čeprav kratek, neodvisen obstoj kot Socialistično družbo Bloomsbury. 
Leta 1893 je škotski sindikalist Keir Hardie ustanovil Neodvisno laburistično stranko (ILP). Marxova pa se je udeležila ustanovitvene konference kot opazovalka in Aveling kot delegat. Njihov cilj premikanja stališč ILP k marksizmu je sicer propadel, saj je stranka ostala pod močnim krščanskim socialističnim vplivom. Leta 1897 sta se Marx in Aveling ponovno pridružila Socialdemokratski federaciji, tako kot večina nekdanjih članov Socialistične lige.

## Zanimanje za literaturo
V osemdesetih letih 20. stoletja se je Eleanor Marx začela vedno bolj zanimati za gledališče, zato je začela igrati. Umetnost je bila za njo orodje socializma in feminizma. Leta 1886 je uprizorila prelomno, čeprav kritično neuspešno branje Ibsenove Hiše lutk v Londonu. V vlogi Nore Helmar je bila ona sama, v vlogi Torvalda Helmerja  je bil Aveling, v vlogi Krogstada pa je bil George Bernard Shaw.
Prevedla je tudi številna literarna dela, med njimi tudi prvi angleški prevod Flaubertove Madame Bovary. Da bi lahko prevajala Ibsenove drame v angleščino, se je naučila norveško. Leta 1888 je prva prevedla Sovražnika ljudstva. Leta 1890 pa je prevedla Ibsenovo Gospo z morja.

## Samomor
Leta 1898 je Eleanor odkrila, da se je Edward Aveling na skrivaj poročil z mlado igralko, kateri je ostal zvest. Zdelo se je, da je Avelingova bolezen smrtna, Eleanor pa je postala depresivna zaradi nezvestosti človeka, ki ga je ljubila.
31. marca 1898 je Eleanor poslala služkinjo k lokalni kemiku s sporočilom, na katero je napisala začetnice človeka, ki ga je kemik poznal kot "Dr. Aveling". Prosila ga je za kloroform in majhno količino vodikovega cianida za svojega psa. Po prejemu paketa je Eleanor podpisala račun in poslala služkinjo nazaj h kemiku, da bi vrnila potrdilo o prejemu. Eleanor se je nato zaprla v svojo sobo, napisala dve kratki sporočili, slekla, legla v posteljo in pogoltnila strup. Ko je služkinja odkrila Eleanor v postelji, je komaj dihala. Poklicali so zdravnika, vendar je Eleanor umrla preden je prispel. Imela je 43 let. Preiskava je potrdila zastrupitev kot vzrok smrti. Aveling ni bil obsojen za kriminalno dejanje, vendar se je v socialistični družbi hitro razširilo, da bila posredno prav njegova nezvestoba razlog Eleanorine smrti.
Pogrebna maša je potekala 5. aprila 1898 v sobi na železniški postaji London Necropolis pri Waterlooju. Udeležila se je je velika množica žalovalcev. Govore so pripravili Aveling, Robert Banner, Eduard Bernstein, Pete Curran, Henry Hyndman in Will Thorne. Po obredu je bilo telo Eleanor Marx odpeljano z železnico v Woking in upepeljeno. Njena žara je bila najprej varovana s strani Socialdemokratske federacije, Britanske socialistične stranke in Komunistične partije Velike Britanije, preden so jo pokopali ob ostankih Karla Marxa in drugih družinskih članov na pokopališču Highgate v Londonu leta 1956.
9. septembra 2008 je bila na hiši pri Jews Walk 7 v Sydenhamu, v jugovzhodnem Londonu, kjer je Eleanor preživea zadnja leta, odkrito manjše obeležje modre barve.